# Medeliwka
Medeliwka (ukr. Меделівка) – wieś na Ukrainie, w obwodzie żytomierskim, w rejonie żytomierskim, w hromadzie Radomyśl. W 2001 liczyła 338 mieszkańców, spośród których 333 wskazało jako ojczysty język ukraiński, 4 rosyjski, a 1 grecki.